# Nawang Dhendup
Nawang Dhendup (7 dicembre 1986) è un calciatore bhutanese, centrocampista del Druk Star.

## Carriera

### Club
Gioca dal 2005 al 2006 al Transport United. Nel 2006 passa al New Road Team. Nel 2007 torna al Transport United. Nel 2009 si trasferisce al Druk Star.

### Nazionale
Debutta in nazionale nel 2005.